# 동사마르주

동사마르주 위치지도

동사마르주(영어: Province of Eastern Samar, 타갈로그어: Silangang Samar)는 필리핀 동비사야스 지방에 속한 주로 주도는 보롱간이며 인구는 467,160명(2015년 기준), 면적은 4,640.73 km2이다. 사마르섬 동부에 위치한다. 북쪽으로는 북사마르주, 서쪽으로는 사마르주와 접하며 동쪽으로는 필리핀해, 남쪽으로는 레이테만과 접한다.

## 행정 구역

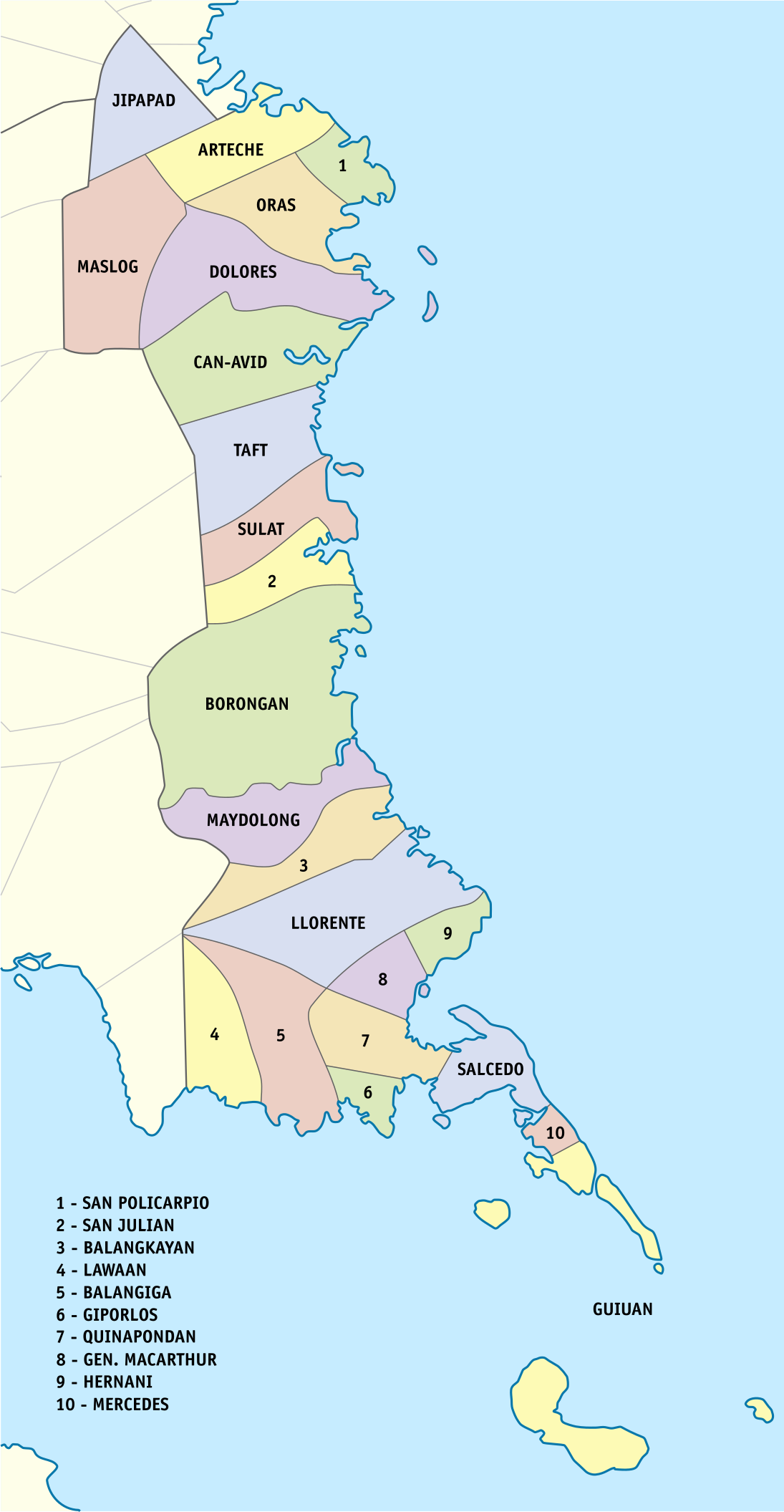
동사마르주 지도

동사마르주는 1개의 도시(component city)와 22개 읍(municipalities/towns)으로 이루어진다. 주도(州都)는 보롱간이다.

### 도시
- 보롱간 (Borongan) - 주도

### 읍/자치체
- 기완(Guiuan)
- 돌로레스(Dolores)
- 라와안(Lawaan)
- 마슬로그(Maslog)
- 마이돌롱(Maydolong)
- 맥아더장군(General MacArthur)
- 메르세데스(Mercedes)
- 발랑카얀(Balangkayan)
- 발랑히가(Balangiga)
- 산훌리안(San Julian)
- 산폴리카르포(San Policarpo)
- 살세도(Salcedo)
- 술라트(Sulat)
- 아르테체(Arteche)
- 오라스(Oras)
- 요렌테(Llorente)
- 칸아비드(Can-avid)
- 키나폰단(Quinapondan)
- 태프트(Taft)
- 헤르나니(Hernani)
- 히파파드(Jipapad)
- 히포를로스(Giporlos)

## 인구
| 연도                                    | 인구    | ±% p.a. |
| --------------------------------------- | ------- | ------- |
| 1903                                    | 79,645  | —       |
| 1918                                    | 117,348 | +2.62%  |
| 1939                                    | 154,347 | +1.31%  |
| 1948                                    | 197,734 | +2.79%  |
| 1960                                    | 237,747 | +1.55%  |
| 1970                                    | 271,000 | +1.32%  |
| 1975                                    | 287,149 | +1.17%  |
| 1980                                    | 320,637 | +2.23%  |
| 1990                                    | 329,335 | +0.27%  |
| 1995                                    | 362,324 | +1.80%  |
| 2000                                    | 375,822 | +0.79%  |
| 2007                                    | 405,114 | +1.04%  |
| 2010                                    | 428,877 | +2.10%  |
| 2015                                    | 467,160 | +1.64%  |
| 2020                                    | 477,168 | +0.42%  |
| Source: Philippine Statistics Authority |         |         |